# Beroepsziekte
Een beroepsziekte is een ziekte die direct te wijten is aan een of meer schadelijke factoren en invloeden van het werk of het arbeidsmilieu.

## Definitie
Er zijn verschillende definities voor beroepsziekten. De keuze voor een definitie is afhankelijk van de context waar in en het doel waarvoor de definitie wordt gebruikt (uit oogpunt van wetgeving, rechtspraak, preventie of wetenschap). Vanuit het oogpunt van preventie is de definitie van het RIVM bruikbaar:
Gezondheidsschade die er niet zou zijn geweest als de werkzaamheden niet zouden zijn uitgevoerd.
Deze definitie helpt bij het krijgen van inzicht in de mate waarin werk of arbeidsomstandigheden veroorzaker zijn, waardoor ook richting kan worden gegeven aan effectieve maatregelen.
Voorbeelden van beroepsziektes zijn pneumoconiose of stoflong bij mijnwerkers, asbestose en mesothelioom bij arbeiders uit de asbest-industrie, bepaalde vormen van kanker bij arbeiders uit de chemische industrie, de schildersziekte door het werken met vluchtige organische stoffen (V.O.S.) en besmettelijke ziektes zoals hepatitis of hiv bij medewerkers in de gezondheidszorg na een prik- of snijongeluk.

## Voorkomen
In 2012 werden officieel 6500 beroepsziekten gerapporteerd in Nederland door het Nederlands Centrum van Beroepsziekte. Er is sprake van onder registratie die ten dele voortkomt uit het feit dat bedrijfsartsen niet consequent melden. De schatting van het werkelijke aantal beroepsziekten door instanties zoals NCVB en RIVM ligt veel hoger, namelijk 22.000 nieuwe beroepsziekten per jaar.
Van oudsher is in Nederland veel meer aandacht voor ongevallen dan voor beroepsgerelateerde ziekten. Gemeten naar de ziektelast van arbeid gerelateerde aandoeningen staan ziekten door blootstelling aan chemische stoffen zoals COPD, longkanker en psychosociale aandoeningen zoals burn-out ver boven de ziektelast die door ongevallen wordt veroorzaakt (RIVM, 2013). 
De ziektelast wordt wel uitgedrukt in DALY's (disability-adjusted life-years), een concept afkomstig van de WHO. Het aantal DALY's is het aantal gezonde levensjaren dat een groep werknemers verliest door ziekten.
Treedt bij ongevallen direct het effect op na het incident, bij blootstelling aan chemische stoffen en psychosociale arbeidsbelasting is dit een sluipender proces. De tijd tussen het optreden van het gezondheidseffect en blootstelling kan heel lang zijn. De relatie tussen blootstelling en gezondheidseffect zijn daardoor niet altijd makkelijk herleidbaar. Het inschatten van risico’s en het leggen van een relatie tussen oorzaak en gevolg zijn vaak lastig is. Een andere complicerende factor is dat de risico’s en de financiële gevolgen van beroepsziekte zijn verdeeld over verschillende verantwoordelijken, bijvoorbeeld een ziektelast na pensioen is geen directe financiële last voor een werkgever. Het ontbreekt aan een gezamenlijk gedeeld eigenaarschap. Het resultaat is dat de negatieve gevolgen van het werk vooral bij de zieke werknemer liggen. Langetermijnrisico’s vragen om een andere aanpak dan kortetermijnrisico’s.

## Juridische aspecten
Bij het optreden van een beroepsziekte treden vaak juridische kwesties op: wie is er aansprakelijk voor de ziektekosten, maar ook voor immateriële schade.
Als de beroepsziekte is veroorzaakt door het blootstellen aan een gevaarlijke stof, dan is de werkgever aansprakelijk als bedrijfs- of beroepsmatige gebruiker van die stof op grond van artikel 175 van boek 6 van het Burgerlijk Wetboek (art. 6:175 B.W.). Hierbij geldt een risicoaansprakelijkheid: de dader is ook aansprakelijk, als deze geen schuld heeft aan het ontstaan van de schade.
Dit is echter anders met de aansprakelijkheid die rechtstreeks voortvloeit uit het arbeidsrecht: daar geldt een schuldaansprakelijkheid, waarbij de werkgever pas aansprakelijk is als deze niet aan de zorgplicht heeft voldaan. Dat wil zeggen, dat er niet alles aan is gedaan om de werknemer op een veilige werkplek te laten werken met de nodige veiligheidsmaatregelen. De aansprakelijkheid, die hier specifiek geldt in de arbeidsrelatie, is vastgelegd in artikel 658 van boek 7 van het Burgerlijk Wetboek (art. 7:658 B.W.).
Dergelijke claims van slachtoffers van beroepsziekten worden vaak behandeld door een letselschadeadvocaat, die zich op het medisch vlak laten adviseren door een medisch adviseur om te kunnen beoordelen of een claim kans van slagen heeft. Letselschadeadvocaat is een specialisatie binnen het beroep van advocaat.
Sinds 1 december 2007 komen zelfstandigen die asbestslachtoffer zijn, ook in aanmerking voor een schadevergoeding. De voorwaarde voor een financiële tegemoetkoming zijn: het slachtoffer moet minimaal tien jaren aaneengesloten in Nederland hebben gewoond in de periode dat de asbestbesmetting heeft plaatsgevonden. Verder moet deze besmetting de daadwerkelijke oorzaak zijn van de ziekte op het moment dat die wordt geconstateerd.
Een landelijk kenniscentrum in Nederland dat zich bezighoudt met beroepsziektes is het Nederlands Centrum voor Beroepsziekten (NCvB). Ook het Rijksinstituut voor Volksgezondheid en Milieu houdt zich met beroepsziekten bezig.